# Хеккер, Макс
Макс Франц Эмиль Хеккер (нем. Max Franz Emil Hecker; 6 апреля 1870, Кёльн — 9 апреля 1948, Веймар) — немецкий филолог, литературовед и архивариус; в течение 46 лет работал в архивах Гёте и Шиллера в Веймаре — участвовал в более чем двух сотнях публикаций; защитил кандидатскую диссертацию о философе Артуре Шопенгауэре. С 1924 по 1936 год также являлся редактором ежегодника общества Гёте.

## Биография
Макс Хеккер родился 6 апреля 1870 года в Кельне; изучал философию, немецкий и английский языки, а также — литературу в Бонне. Его кандидатская диссертация была посвящена философу Артуру Шопенгауэру. Работе привлекла к себе внимание и Хеккера пригласили на несколько недель в Веймар, где он встретился с директором архивов Гёте и Шиллера Бернхардом Зуфаном: Зуфан предложил Хеккеру принять участие в научной работе с наследием Гёте.
Макс Хеккер приступил к работе 1 апреля 1900 года, став сотрудником архива — занимался этим до конца жизни. Его работа началась с веймарского комментированного издания произведений Гёте, выполненного совместно с другими сотрудниками архива. С 1924 по 1936 год он также являлся редактором ежегодника общества Гёте. 29 мая 1920 года он был удостоен высшей награды Веймарского общества Гёте — Золотой медали Гёте. В 1932 году итальянское правительство пригласило Хеккера в качестве одного из трех главных исследователей Гёте. Скончался 9 апреля 1948 года в Веймаре.

## Работы
По случаю 70-летия Макса Хеккера, глава издательства «Insel Verlag» Антон Киппенберг (1874—1950) опубликовал библиографию юбиляра в небольшом томе под названием «Heac otia fecit (= Die Muße vollbrachte dies)»: список всех публикаций включал более 200 работ. Среди них была и «Rotes Buch» Хеккера, в которой автор проанализировал все газеты, издававшиеся в городе Веймар в период между 1775 и 1832 годами — собрал сотни заметок о датах жизни, продвижениях по службе и судьбах граждан, являвшихся современниками Гёте:
- Schillers Tod und Bestattung. — Leipzig : Insel-Verl., 1935.
- Novellen der Romantik. — Leipzig : J. J. Weber, 1921.
- Schillers Persönlichkeit. — Weimar : Ges. d. Bibliophilen, 1904—1909.

## Семья
Макс Хеккер был женат на Лили Хеккер (в девичестве — Кайзер, 1877—1943); в семье было трое детей: Вольфганг, Ирма и писательница Ютта Хеккер (1904—2002).